# Lijst van voetbalinterlands Equatoriaal-Guinea - Ghana
Deze lijst van voetbalinterlands is een overzicht van alle officiële voetbalwedstrijden tussen de nationale teams van Equatoriaal-Guinea en Ghana. De landen hebben tot op heden een keer tegen elkaar gespeeld. Dat was een halve finale tijdens de Afrika Cup 2015 op 5 februari 2015 in Malabo.

## Wedstrijden
| № | Plaats | Datum           | Competitie      | Wedstrijd                  | Uitslag |
| - | ------ | --------------- | --------------- | -------------------------- | ------- |
| 1 | Malabo | 5 februari 2015 | Afrika Cup 2015 | Ghana − Equatoriaal-Guinea | 3 − 0   |

## Samenvatting
| Competitie | Totaal gespeeld | Winst Equat.-Guinea | Gelijk | Winst Ghana | Doelsaldo Equat.-Guinea – Ghana |
| ---------- | --------------- | ------------------- | ------ | ----------- | ------------------------------- |
| Afrika Cup | 1               | 0                   | 0      | 1           | 0 − 3                           |
| Totaal     | 1               | 0                   | 0      | 1           | 0 − 3                           |

Wedstrijden bepaald door strafschoppen worden, in lijn met de FIFA, als een gelijkspel gerekend.
FEF · A-internationals · Selecties · Equatoriaal-Guinees vrouwenelftal
1970 – 1979 · 
1980 – 1989 · 
1990 – 1999 · 
2000 – 2009 · 
2010 – 2019 ·
2020 − 2029
1975 · 
1976 · 
1977 · 
1978 · 1979 · 1980 · 
1981 · 
1982 · 1983 · 
1984 · 
1985 · 
1986 · 
1987 · 
1988 · 
1989 · 
1990 · 
1991 · 1992 · 1993 · 1994 · 1995 · 1996 · 1997 · 
1998 · 
1999 · 
2000 · 
2001 · 
2002 · 
2003 · 
2004 · 
2004 · 
2005 · 
2006 · 
2007 · 
2008 · 
2009 · 
2010 · 
2011 · 
2012 · 
2013 · 
2014 · 
2015 · 
2016 · 
2017 ·
2018 ·
2019 ·
2020 ·
2021 ·
2022 ·
2023 ·
2024
Algerije ·
Andorra ·
Angola ·
Benin ·
Botswana ·
Burkina Faso ·
Cambodja ·
Centraal-Afrikaanse Republiek ·
Congo-Brazzaville ·
Congo-Kinshasa ·
Djibouti ·
Egypte ·
Estland ·
Gabon ·
Gambia ·
Ghana ·
Guinee ·
Guinee-Bissau ·
Ivoorkust ·
Kaapverdië ·
Kameroen ·
Kenia ·
Kosovo ·
Libanon ·
Liberia ·
Libië ·
Madagaskar ·
Malawi ·
Mali ·
Marokko ·
Mauritanië ·
Mauritius ·
Namibië ·
Niger ·
Nigeria ·
Rwanda ·
Saoedi-Arabië ·
Sao Tomé en Principe ·
Senegal ·
Sierra Leone ·
Soedan ·
Spanje ·
Tanzania ·
Togo ·
Tsjaad ·
Tunesië ·
Zambia ·
Zuid-Afrika ·
Zuid-Soedan
GFA · A-internationals · Selecties ·  Bondscoaches · Ghanees vrouwenelftal · Ghana U21 · Ghana U20 · Ghana U19 · Ghana U18 · Ghana U17
1950 – 1959 ·
1960 – 1969 ·
1970 – 1979 ·
1980 – 1989 ·
1990 – 1999 ·
2000 – 2009 ·
2010 – 2019 ·
2020 − 2029
WK 2006 ·
WK 2010 · 
WK 2014
OS 1964 · 
OS 1968 · 
OS 1972 · 
OS 1976 · 
OS 1992 · 
OS 1996 ·
OS 2004
1950 · 
1951 · 
1952 · 
1953 · 
1954 · 
1955 · 
1956 · 
1957 · 
1958 · 
1959 · 
1960 · 
1961 · 
1962 · 
1963 · 
1964 · 
1965 · 
1966 · 
1967 · 
1968 · 
1969 · 
1970 · 
1971 · 
1972 · 
1973 · 
1974 · 
1975 · 
1976 · 
1977 · 
1978 · 
1979 · 
1980 · 
1981 · 
1982 · 
1983 · 
1984 · 
1985 · 
1986 · 
1987 · 
1988 · 
1989 · 
1990 · 
1991 · 
1992 · 
1993 · 
1994 · 
1995 · 
1996 · 
1997 · 
1998 · 
1999 · 
2000 · 
2001 · 
2002 · 
2003 · 
2004 · 
2005 · 
2006 · 
2007 · 
2008 · 
2009 · 
2010 · 
2011 · 
2012 · 
2013 ·
2014 ·
2015 ·
2016 ·
2017 ·
2018 ·
2019 ·
2020 ·
2021 ·
2022 ·
2023
Algerije ·
Angola ·
Argentinië ·
Australië ·
Benin ·
Bosnië en Herzegovina ·
Botswana ·
Brazilië ·
Burkina Faso ·
Burundi ·
Canada ·
Centraal-Afrikaanse Republiek ·
Chili ·
China ·
Comoren ·
Congo-Brazzaville ·
Congo-Kinshasa ·
Cuba ·
DDR ·
Denemarken ·
Duitsland ·
Egypte ·
Engeland ·
Equatoriaal-Guinea ·
Eritrea ·
Ethiopië ·
Gabon ·
Gambia ·
Griekenland ·
Guinee ·
Guinee-Bissau ·
IJsland ·
India ·
Indonesië ·
Irak ·
Iran ·
Italië ·
Ivoorkust ·
Jamaica ·
Japan ·
Joegoslavië ·
Kaapverdië ·
Kameroen ·
Kenia ·
Lesotho ·
Letland ·
Liberia ·
Libië ·
Madagaskar ·
Malawi ·
Maleisië ·
Mali ·
Marokko ·
Mauritius ·
Mexico ·
Montenegro · 
Mozambique ·
Namibië ·
Nederland ·
Nicaragua ·
Nieuw-Zeeland ·
Niger ·
Nigeria ·
Noorwegen ·
Oeganda ·
Oostenrijk ·
Portugal ·
Qatar ·
Rusland ·
Rwanda ·
Saoedi-Arabië ·
Sao Tomé en Principe ·
Senegal ·
Servië ·
Sierra Leone ·
Singapore ·
Slovenië ·
Soedan ·
Somalië ·
Swaziland ·
Tanzania ·
Thailand ·
Togo ·
Tsjaad ·
Tsjechië ·
Tunesië ·
Turkije ·
Uruguay ·
Verenigde Staten ·
Zambia ·
Zimbabwe ·
Zuid-Afrika ·
Zuid-Korea ·
Zwitserland
Brazilië (2006) · 
Duitsland (2014) ·
Italië (2006) · 
Ivoorkust (2015) · 
Portugal (2014) ·
Servië (2010) · 
Tsjechië (2006) · 
Verenigde Staten (2006) · 
Verenigde Staten (2014)